# Tapinanthus globifer
Tapinanthus globifer là một loài thực vật có hoa trong họ Loranthaceae. Loài này được (A. Rich.) Tiegh. miêu tả khoa học đầu tiên năm 1895.